# Karen Gillan
Karen Sheila Gillan (n. 28 noiembrie 1987, Inverness, Scoția, Regatul Unit) este o actriță scoțiană.
A câștigat recunoaștere pentru activitatea în filmul și televiziunea britanică, în special pentru rolul lui Amy Pond, un însoțitor principal al celui de-al unsprezecelea doctor din seria de ficțiune științifico-fantastică Doctor Who (2010–2013), pentru care a primit mai multe premii și nominalizări. Primele ei roluri în film includ Ally în filmul thriller Outcast (2010) și Jane Lockhart în filmul de comedie romantică Not Another Happy Ending (2013). De asemenea, a lucrat pe scenă în Marea Britanie, apărând în piesa lui John Osborne Inadmissible Evidence (2011) înainte de a-și face debutul pe Broadway în piesa Time to Act (2013).